# Герцен Петро Олександрович
Петро́ Олекса́ндрович Ге́рцен (рос. Пётр Александрович Герцен; 26 квітня (8 травня) 1871, Флоренція, Королівство Італія — 2 січня 1947, Москва, СРСР) — радянський хірург, організатор охорони здоров'я, засновник великої хірургічної школи, один із основоположників онкології в СРСР, доктор медичних наук (Швейцарія, 1897; Російська імперія, 1909), професор (1917), завідувач кафедри оперативної хірургії 1-го Московського державного університету (1919—1921), кафедри загальної хірургії 1-го Московського державного університету (1921—1934), кафедри госпітальної хірургії 1-го Московського медичного інституту (1934—1947), директор Інституту для лікування пухлин (1922—1934), член-кореспондент Академії наук СРСР (1939), заслужений діяч науки РРФСР (1934), почесний член Французької академії хірургії, член Міжнародного товариства хірургів, член Вищої атестаційної комісії, голова правлінь Всеросійського та Всесоюзного товариств хірургів (1926—1928, 1935—1936), голова XXI-го (1929) і XXIV-го (1938) Всесоюзних з'їздів хірургів. Син швейцарського фізіолога російського походження Олександра Олександровича Герцена та внук російського публіциста, письменника та філософа Олександра Івановича Герцена. Нагороджений двома орденами Трудового Червоного Прапора (1940, 1945). 1947 року після смерті П. О. Герцена його ім'я присвоїли Московському науково-дослідницькому онкологічному інститутові.